# Мощёная
Мощёная (укр. Мощена, пол. Moszczana) — село в Люблинецкой поселковой общине Ковельского района Волынской области Украины.

## Физико-географическая характеристика
Мощёная — небольшой населённый пункт, занимающий общую площадь 1,05 км². Расположен в равнинной местности с незначительными перепадами уровня высоты. Средняя высота над уровнем моря — 179 метров. Находится на берегу реки Рудки.
Территория Мощёной окружена хвойными и смешанными лесами. Почвы в основном песчаные и торфяные, при этом достаточно пригодные для земледелия впоследствии мелиорации.
Неподалёку от села находится Мощенское водохранилище.
Центр Мощенского сельского поселения. Расстояние до районного центра (г. Ковель) — 9 км. Ближайший населённый пункт — село Черкасы (также входящее в Мощенский сельсовет).
Климат — умеренно континентальный.
Как и большая часть Украины, Мощёная находится в часовом поясе UTC+3.

## История
За свою историю село успело побывать в составе разных государств.
Впервые Мощёная упоминается в грамоте польского короля Сигизмунда I 4 марта 1541 года, о которой говорилось о добровольном обмене землями между князем Василием Сангушком и женой короля Боной. Сангушки получили земли Мстиславского воеводства (совр. Могилёвской области), а Бона — Ковельское поместье, в которое входили:
…замок Ковел, з местом и з дворы, к нему прислужаючими и прилежачими, на имя: Мощеном, Дубном, Клевецком, Туличовом…
После смерти Боны Мощёная (как и многие другие окрестные места) перешли в королевскую казну Речи Посполитой. В 1564 году в числе всей Ковельско волости перешло во владения князя Андрея Курбского, а после его смерти в 1584 году — к его жене Александре Семашко. В 1590 Ковельское поместье переходит в пожизненное владение Андрея Фирлея, бывшего зятя княгини Марии Гольшанской. В XVII веке село было подарено графу Вацлаву Лещинскому, старосте Ковеля.
После третьего раздела Польши в 1795 село отошло в состав России. Оно вошло в состав новообразованного Ковельского уезда Волынской губернии.
7 ноября 1894 года было открыто первое учебное заведение в селе — церковно-приходская школа. Преподавание в ней, как и повсеместно в Империи, велось на русском языке.
В 1921 году, согласно Рижскому договору деревня, как часть Волыни, отошла ко 2-й Речи Посполитой. Мощёная вошла в сельскую гмину Старые Кошары, включавшую в себя 29 общин и существовавшую с 1921 по 1939 годы.
В сентябре 1939 по Пакту Молотова — Риббентропа село захватили советские войска. Сразу же началась организация колхоза «Ковельский».
27 июня 1941 село было захвачено немецкими войсками. Партизаны, среди которых были и ряд мощенцев, в течение войны совершили ряд диверсий, в частности, на участке железной дороги Брест—Ковель.
7 июня 1944 в село вновь вошли советские войска во главе с маршалом Рокоссовским.
К 1949 году здесь была окончательно завершена коллективизация. С 1967 года местное хозяйство специализировалось на выращивании племенного молодняка крупного рогатого скота и свиней. К 1970 году здесь уже действовали фельдшерско-акушерский пункт, магазин, школа и детский сад.

### В настоящее время
Как и прежде, местные жители в основном заняты в сельском хозяйстве, значительная часть селян также работают и в других отраслях. Большая часть производимых продуктов поставляется в районный центр Ковель, также ведётся торговля с Польшей.
Разработана добыча торфа.

## Население
Население Мощёной существенно увеличилось за несколько лет: по переписи 2001 года оно составляло 546 человек, а по состоянию на 2010 год составляет 581 жителей. Плотность населения — 553 чел./км².

### Известные люди
- В селе родился Лищук, Адольф Иванович (1937—2002) — советский и украинский учёный.

## Инфраструктура
В селе находится действующая кирпичная церковь Рождества Пресвятой Богородицы 1997 года постройки, находящаяся в ведении Украинской православной церкви Киевского патриархата. Настоятель — отец Василий Старевич. Первая православная церковь в селе была построена в 1671 году на средства Вацлава Лещинского. Культовое деревянное сооружение было построено в честь великомученика Евстафия. Церковь была деконструирована в 1886 году. На этом же месте в 1887 году на средства прихожан началось строительство нового храма в честь Рождества Пресвятой Богородицы. Новая церковь также была деревянной, на каменном фундаменте; крыша была покрыта железом. До 1914 года в храме находился колокол, называемый Субботником (укр. Субітник), отлитый в 1670 году. В 1944 г., во время военной операции по освобождению Ковеля и этот храм был уничтожен.
Одноимённая железнодорожная станция на линии Брест—Киев построена в 1873 году, и в настоящий момент находится на расстоянии трёх км от села. В 2001 ветка была электрифицирована.
Между Мощёной и районным центром имеется асфальтированная дорога, по которой совершаются автобусные рейсы.
В центре населённого пункта находятся Обелиск Славы (1979) и памятник Неизвестному солдату (1988). На въезде в Мощёную также стоит памятный знак с бюстом Гавриила Никитича Зелинского (1988), погибшего во время войны в окрестностях села.
Действуют дом культуры и школа.
- Фотогалерея
- Дом Культуры
- Церковь Рождества Богородицы
- Школа

## Дополнительная информация
Главой сельского совета является Андрей Борисович Федорук, избранный на эту должность 31 октября 2010 года. В сельскую раду, помимо главы, входит также совет из пятнадцати депутатов.

### Статистические данные
- Код КОАТУУ — 0722184601.
- Почтовый индекс — 45030.
- Телефонный код — 3352.
- Автомобильный код — AC / 03.